# Simão Dias

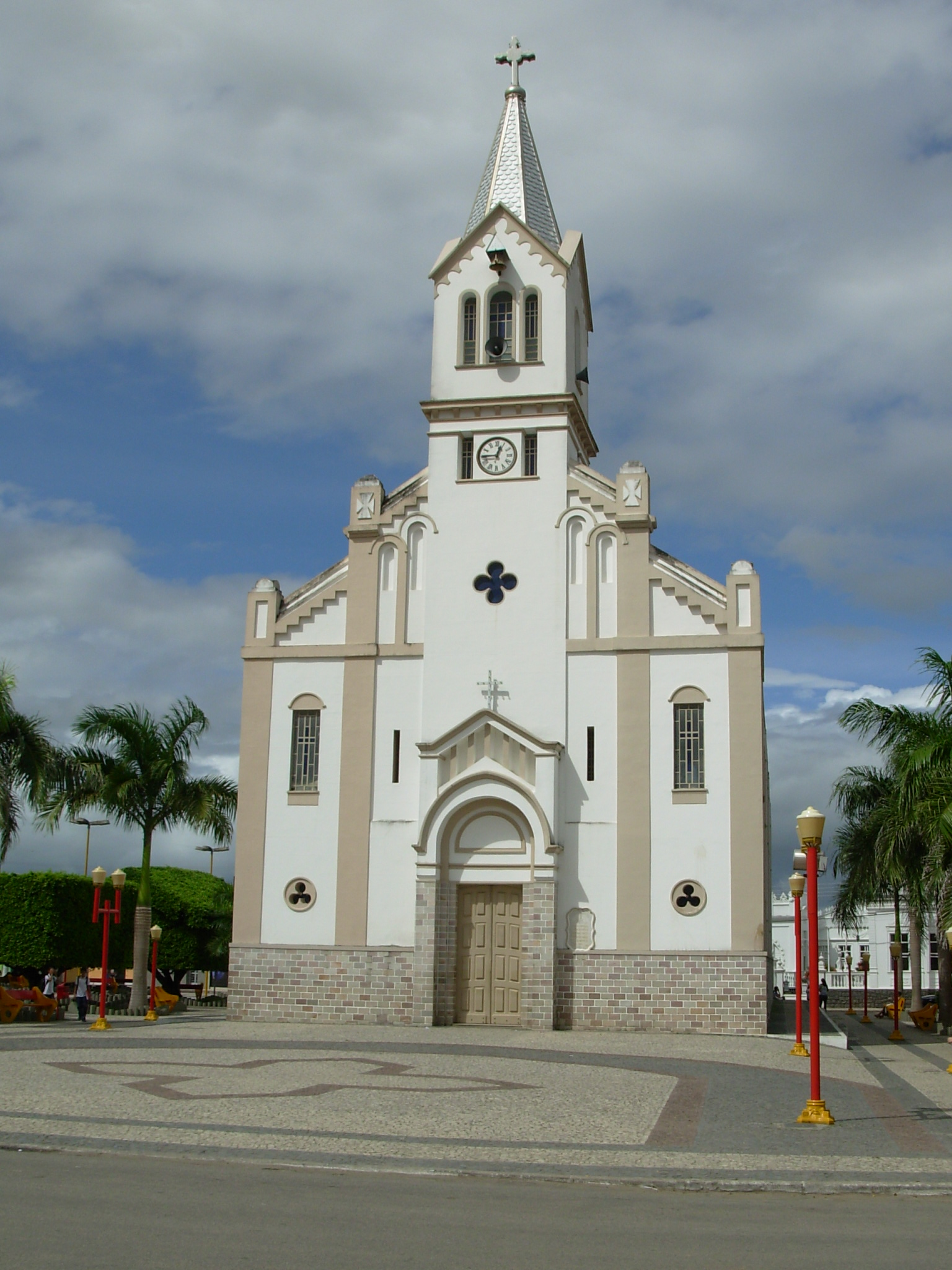
Église da Matriz Senhora Santana à Simão Dias

Simão Dias est une commune brésilienne de l'État de Sergipe, dans le nord-est du pays. En 2013, sa population est estimée à 40 199 habitants.

## Histoire
Simão Dias a reçu son statut municipal en 1890. Elle s'est appelée Anápolis de 1912 à 1944.

## Géographie
La ville est située à une altitude de 250 m, à environ 100 km à l'ouest de la capitale Aracaju et à proximité de l'État de Bahia. Le territoire municipal appartient aux bassins hydrologiques du Piauí et du Vaza-Barris, dans une région très sèche où la température annuelle moyenne atteint 24 °C. 

## Économie
L'économie locale repose principalement sur l'agriculture et l'élevage.

## Personnages liés
- Pedro Valadares (1965-2014), homme politique (député fédéral)
- Antônio Carlos Valadares (1943-), homme politique (député, gouverneur, sénateur)